# Mittelrhein-Museum

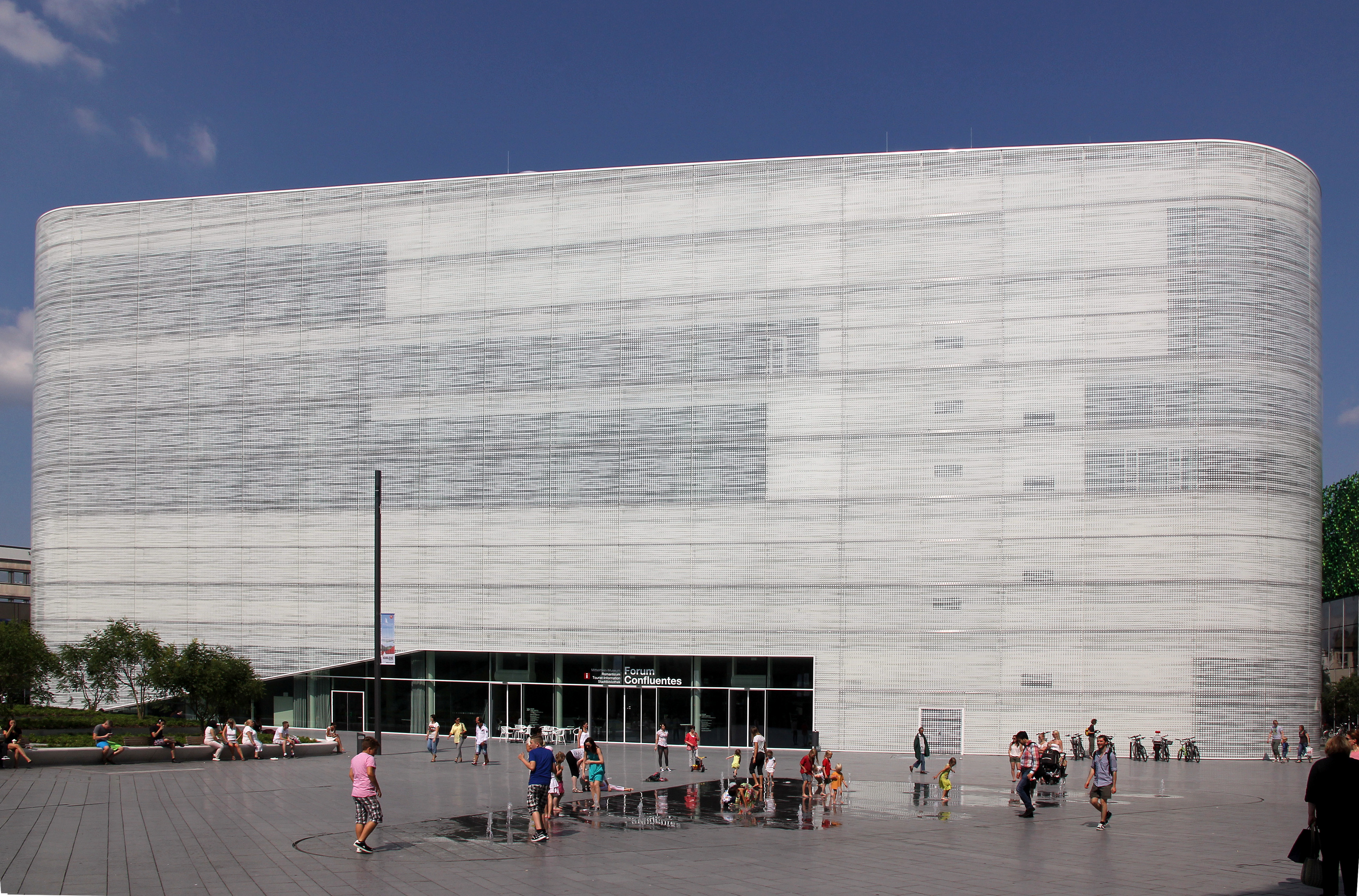
Das Mittelrhein-Museum in Koblenz befindet sich seit 2013 im Forum Confluentes

Das Mittelrhein-Museum ist ein Kunstmuseum in Koblenz. Es befindet sich seit 2013 im Forum Confluentes auf dem Zentralplatz. Von 1965 bis 2013 war es im Alten Kaufhaus am Florinsmarkt in der Altstadt beheimatet. Die Geschichte geht auf das Jahr 1835 zurück. Es musste 10 Mal umziehen. Träger ist die Stadt Koblenz.
Das Museum wurde etwa gleichzeitig mit dem Kölner Wallraf-Richartz-Museum und dem Frankfurter Städel gegründet. „Wenn sich auch das Mittelrhein-Museum im Vergleich mit diesen beiden Sammlungen von Weltruhm … bescheidener ausnimmt, so ist es doch eines der ältesten bürgerlichen Museen Deutschlands … und bis heute getragen vom Engagement der Bürger.“

## Geschichte

### Anfänge als Städtische Kunstsammlung

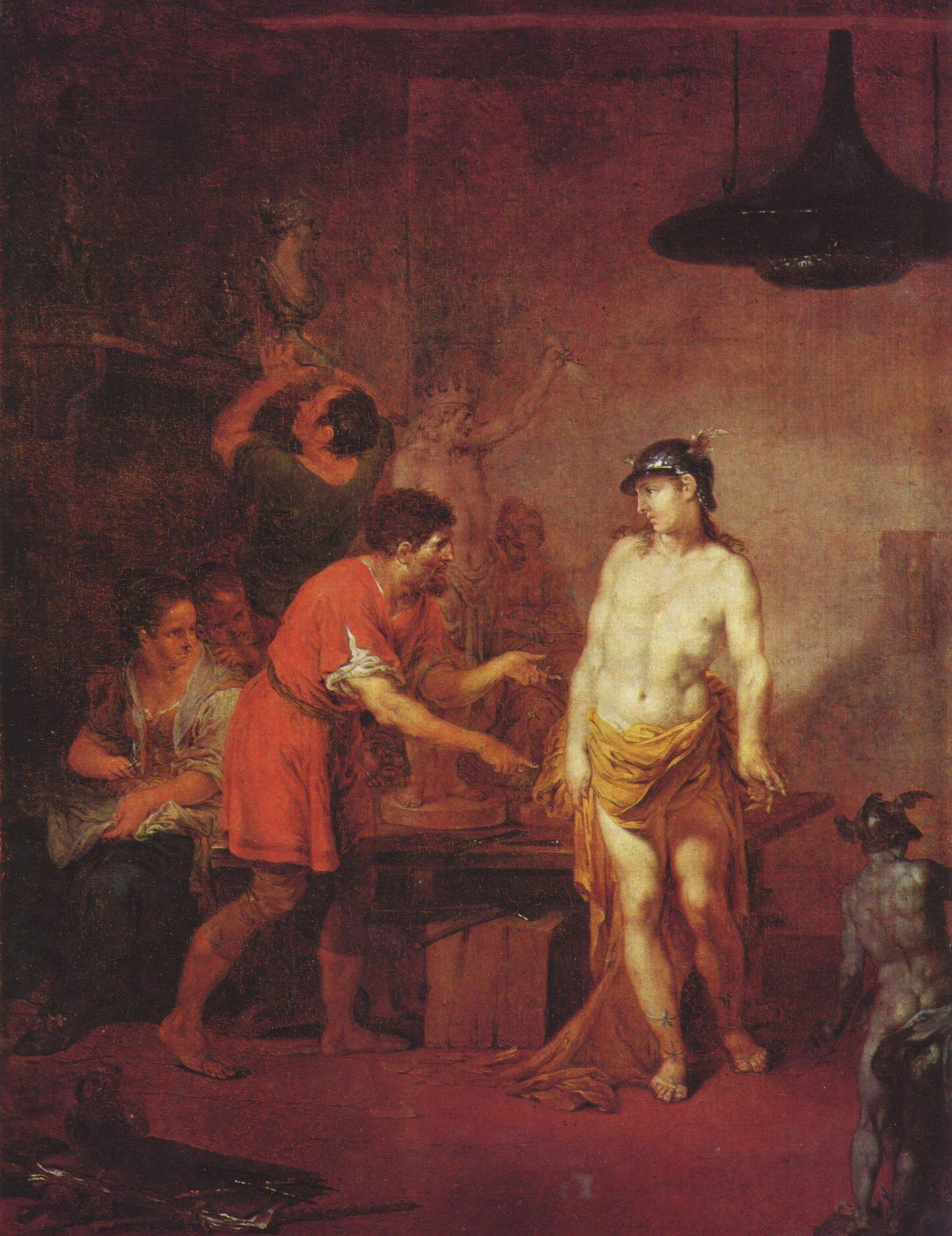
Gemälde von Januarius Zick Merkur in der Werkstatt des Bildhauers (1777)

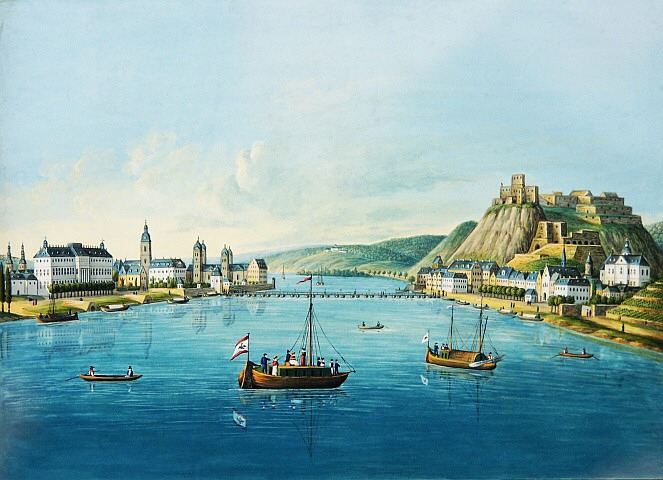
Gemälde von Christian Gottlob Hammer Ansicht von Koblenz und Ehrenbreitstein (1829)

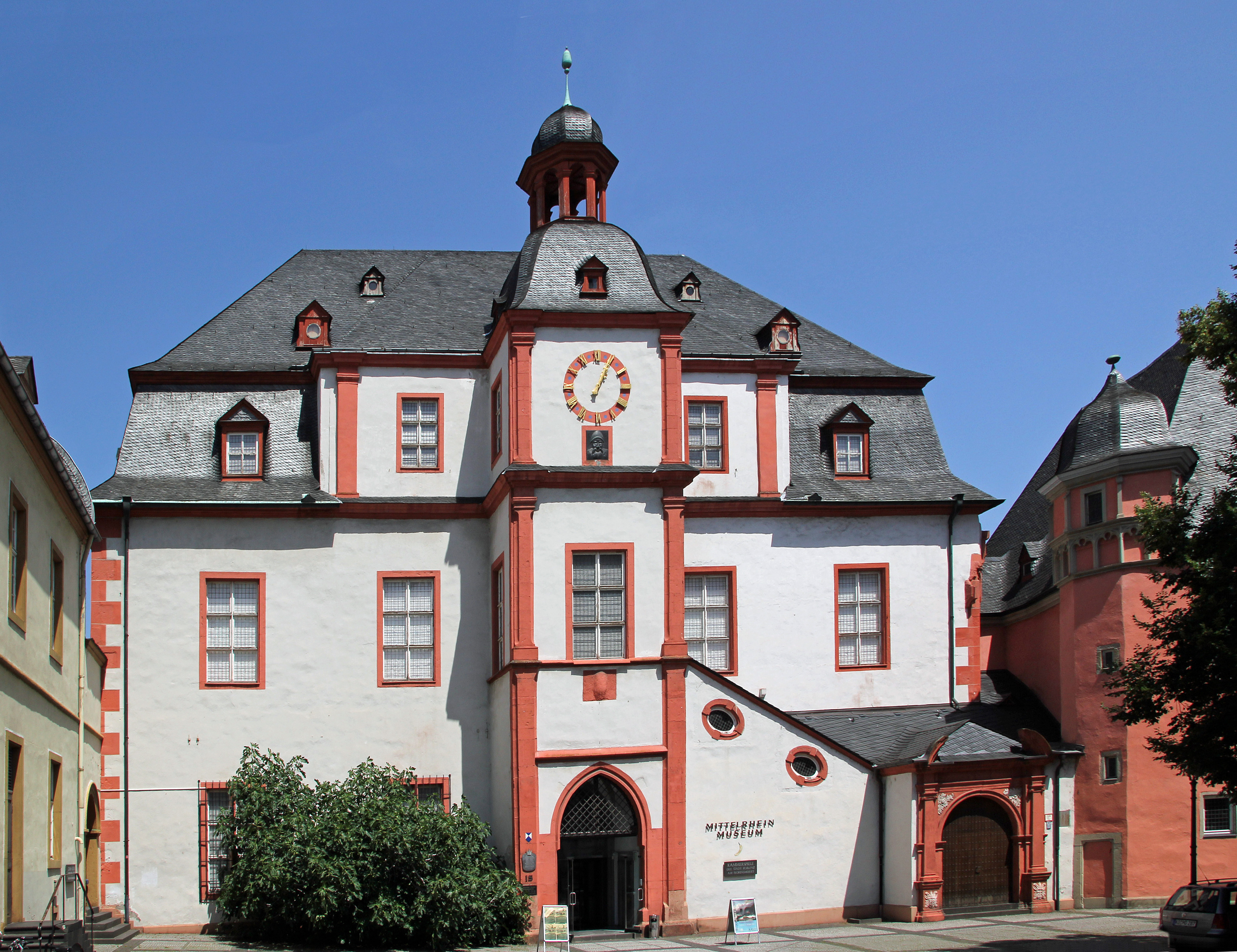
Das Mittelrhein-Museum war 1965–2013 im Alten Kaufhaus am Florinsmarkt beheimatet

Die Anfänge des Museums gehen auf die Gemäldesammlung des Neuendorfer Pfarrers und Pädagogen Joseph Gregor Lang mit über 200 Werken zurück. Der kunstsinnige Pfarrer Lang hatte in dem räumlich bescheidenen, als Pfarrhaus genutzten Gemeindehaus in Neuendorf (heute ein Stadtteil von Koblenz) eine bedeutende Gemäldesammlung zusammengetragen, die er 1834, kurz vor seinem Tod, seiner Heimatstadt Koblenz vermachte. Die beengende Situation änderte sich mit der Übernahme der Sammlung durch die Stadt Koblenz nach dem Tod des Sammlers. Zwischen 1835 und 1845 wurde die Sammlung in der Freischule für Knaben im Haus Kastorstraße 94 neben dem Bürgerhospital als Städtisch-Langsche Gemäldesammlung präsentiert. Mit der Leitung war zunächst der Koblenzer Maler Johann Baptist Bachta beauftragt, dem die Maler Daniel Dienz und Gottlieb Theophil Gassen folgten.
Von 1847 bis 1863 wurde die Sammlung in von der Stadt angemieteten Räumen im Gebäude der Casinogesellschaft in der heutigen Casinostraße gezeigt. Von 1863 bis 1868 war sie im ehemaligen Stadthaus am Plan untergebracht, danach im Krämerzunfthaus in der Kornpfortstraße 17, wo sie 1870 nach nur zwei Jahren der Stadtbibliothek weichen musste. Von 1870 bis 1872 hingen die Gemälde im Städtischen Kaufhaus am Florinsmarkt, wo sich bis 2013 das Mittelrhein-Museum befand. 1872 musste die Sammlung in den vorderen Saal des Stadttheaters am Clemensplatz umziehen. Um 1900 bezog die Gemäldesammlung die Alte Burg. Inzwischen war auch der 1883 gegründete Museumsverein aktiv geworden. Er hatte Sammlungen der auf Koblenz und Umgebung bezogenen Archäologie, des Kunstgewerbes, der Kulturgeschichte und der Stadtansichten im Städtischen Kaufhaus zusammengetragen, aus dem die Lang’sche Sammlung 20 Jahre früher verbannt worden war.
Der Beginn des Ersten Weltkriegs beendete die denkwürdige Koexistenz der zwei benachbarten Museen am Moselufer, die beide dem Luftschutz und der Lebensmittelversorgung weichen mussten. In dem Wirrwarr nach dem Ersten Weltkrieg und infolge der Hochwasserbedrohung von 1920 wurden beide Sammlungen auf die Flure verschiedener städtischer Gebäude verteilt. Regierungspräsident Gröning schlug in dieser kritischen Situation vor, die nicht von den französischen Besatzungstruppen benutzten Räumlichkeiten des Kurfürstlichen Schlosses als vorläufige Bleibe für die beiden Sammlungen zu nutzen. Die Stadt, die Denkmalpflege der preußischen Rheinprovinz und auch die Besatzungsmacht unterstützten dieses Vorhaben. Auf diese Weise wurden beide Sammlungen zusammengefügt. Das Koblenzer Schloss war der erste und bis dahin einzige angemessene Unterbringungsort für das Museum, dessen Bestände hier auch erheblich wuchsen.

### Veränderungen des Bestandes
Bürgerliche Stiftungen, darunter eine des Fräuleins Thekla von Düsseldorf im Jahre 1917, vermehrten den Grundstock. In den 1920er Jahren widmete sich der Museumsleiter Adam Günther vor allem der Archäologie. Kurz vor Beginn des Zweiten Weltkriegs erreichte das Schlossmuseum seine größte Ausdehnung. Der Museumsangestellte Alfred Kohlhoff inventarisierte den Bestand des Museums und dokumentierte gleichzeitig den Untergang. Die nationalsozialistische Stadtverwaltung vernachlässigte das Museum zugunsten von propagandistischen Großausstellungen im Koblenzer Schloss. Zudem fielen 1944 Teile der Sammlungen im Erdgeschoss des Schlosses alliierten Luftangriffen zum Opfer. Viele Kunstwerke konnten jedoch zuvor noch auf die Festung Ehrenbreitstein und in den Bunker Kemperhof ausgelagert werden.
In den Nachkriegswirren 1945 und 1946 konnte Kohlhoff nur zahlreiche Nachträge wie „Mitnahme durch die Alliierten“ oder „Diebstahl aus dem Depot Ehrenbreitstein“ in sein Inventar einfügen. Auch das Wallraf-Richartz-Museum evakuierte seine Bestände im Zweiten Weltkrieg auf die Festung Ehrenbreitstein. Doch während das Kölner Museum seine eigenen Mitarbeiter als Bewacher der Sammlungen auf die Festung schickte, verzichteten die Koblenzer auf eine solche Vorsichtsmaßnahme, was sich im Verlust einer großen Anzahl von Kunstwerken rächte. Die übrig gebliebenen Bestände der Sammlungen wurden von 1949 bis 1965 unter dem neuen Namen Mittelrheinisches Museum provisorisch in Räumen der Festung Ehrenbreitstein der Öffentlichkeit wieder zugänglich gemacht. 1965 bezogen dann die beiden Sammlungen die wieder auf- und für Museumszwecke umgebauten Gebäude am Florinsmarkt.

### Umzug ins Forum Confluentes
Auf dem Zentralplatz von Koblenz verwirklichten die Projektpartner ECE und STRABAG eine einzigartige Symbiose aus Einzelhandel und Kultur. Das innerstädtische Einkaufszentrum Forum Mittelrhein wurde am 26. September 2012 eröffnet. Daneben entstand mit dem Forum Confluentes ein Kulturplatz, der seit dem 20. Juni 2013 dem Mittelrhein-Museum, der Stadtbibliothek und einem Informationszentrum für das Welterbe Oberes Mittelrheintal eine neue Heimat bietet. Beide Gebäude verbindet der neue Zentralplatz, ein Platz mit einer 6000 m² großen Freifläche mit Grüninsel und einem Wasserspiel.
Mit dem Kulturgebäude löst die Stadt einige Probleme bei Museum und Stadtbibliothek. Die über mehrere Standorte verteilten Einrichtungen waren weder barrierefrei noch genügten sie den heute geforderten Brandschutzbestimmungen. Allein für eine erste brandschutztechnische Erneuerung des Mittelrhein-Museums wären über 2 Millionen Euro aufzubringen gewesen. Ferner löste der Neubau die bestehenden Platz- und Präsentationsprobleme des Mittelrhein-Museums, denn von den wertvollen Beständen der städtischen Sammlung konnte nur ein Bruchteil ausgestellt werden. Das moderne Kulturgebäude hat eine Nutzfläche von 12.000 m² auf insgesamt fünf Etagen. Davon entfallen 3200 m² auf das neue Museum samt Verwaltung (UG, EG und 1. OG). Im ersten Jahr nach dem Umzug besuchten 24.000 Menschen das Museum, was eine Verdreifachung gegenüber dem alten Standort bedeutet.

## Bestand

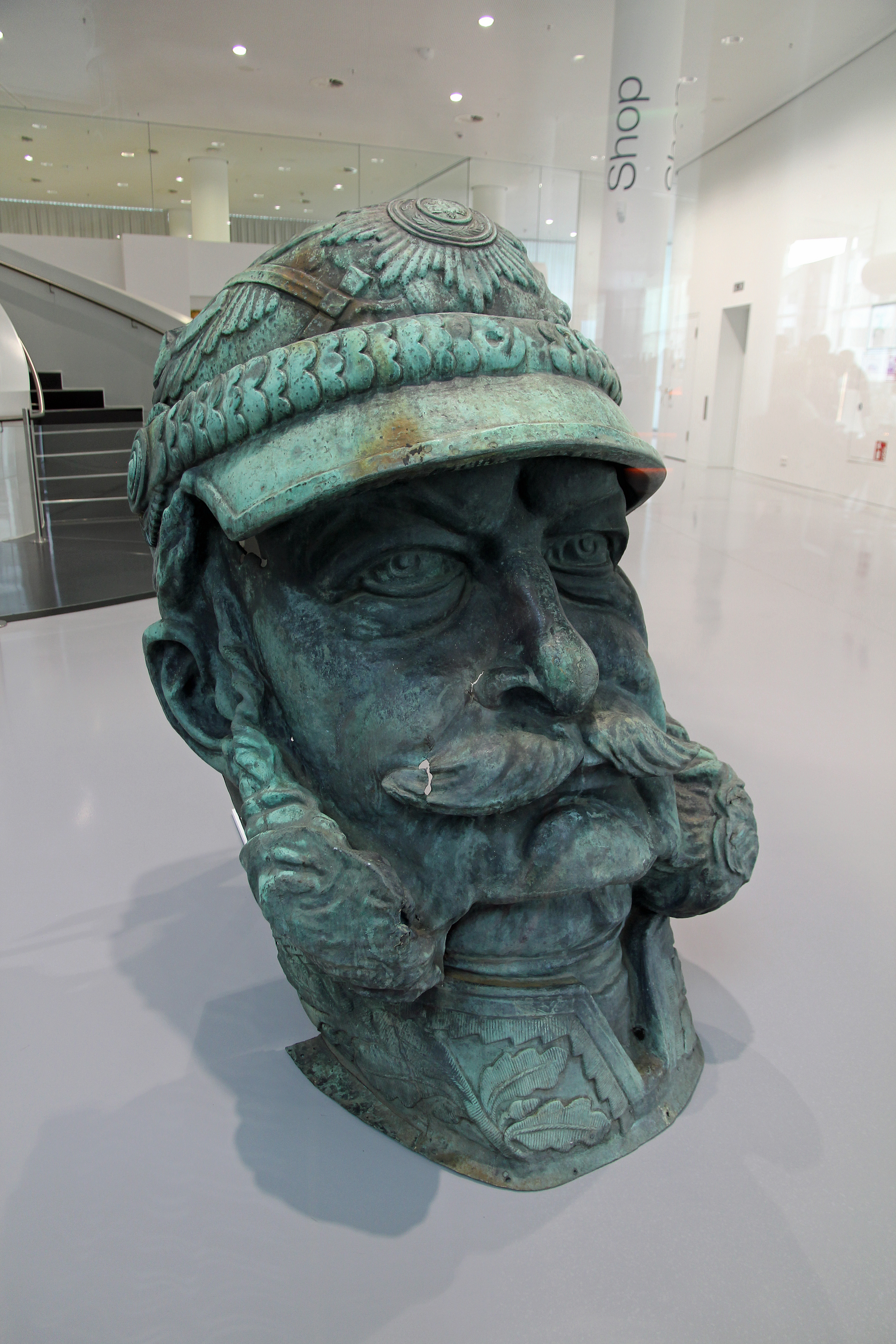
Der originale Kopf des Kaiser-Wilhelm-I.-Denkmals, ausgestellt im Mittelrhein-Museum

Die Langsche Gemäldesammlung umfasste Werke aus dem Umfeld der spätmittelalterlichen sakralen Kunst über die niederländischen Meister des 17. bis hin zur Malerei des 18. und beginnenden 19. Jahrhunderts. Darüber hinaus besitzt das Museum Gemälde regionaler Künstler, beispielsweise von Januarius Zick, und einen Schwerpunkt Rheinromantik mit Darstellungen mittelrheinischer Landschaftsmotive und Stadtansichten. Die Lang’sche Sammlung ist „Zeugnis der Sammelleidenschaft eines Klerikers, Aufklärers, heimatverbundenen Rheinländers und engagierten Pädagogen im Zeitalter der Säkularisation und der Frühgeschichte der europäischen Museen.“
Das Mittelrhein-Museum beherbergt heute mehr als 2000 Jahre Kunst- und Kulturgeschichte des Rheinlandes. Insgesamt befinden sich etwa 20.000 Schätze und Kunstwerke von der Vorgeschichte bis zur Gegenwart, darunter über 1.100 Gemälde, etwa 8.000 Grafiken und Handzeichnungen sowie über 300 Skulpturen und zahlreiche Objekte aus den Bereichen Kunstgewerbe, Möbel, Textilien, Militaria, archäologische Bodenfunde, Baufragmente, Fotografien, Keramik und Münzen in dem Museum. Im Bereich der zeitgenössischen Kunst sind von K. O. Götz und Heijo Hangen größere Werkkomplexe ausgestellt.

## Leitung
Von der Stadt Koblenz angestellte wissenschaftliche Leiter des Mittelrhein-Museums:
| Othmar Metzger        | 1. Jan. 1958 bis 31. März 1963         |
| Maria Velte           | 1. Juli 1964 bis 30. Sept. 1973        |
| Kurt Eitelbach        | 1. April 1974 bis 1988                 |
| Klaus Weschenfelder   | 1990 bis 31. Dez. 2001                 |
| Mario Kramp           | 1. April 2002 bis 31. Mai 2010         |
| Dieter Marcos         | Juni 2010 bis Febr. 2012 kommissarisch |
| Markus Bertsch        | 1. März 2012 bis 30. Sept. 2014        |
| Matthias von der Bank | seit 15. Okt. 2014                     |